# 北村徳太郎 (造園家)
北村 徳太郎（きたむら とくたろう、1895年1月3日 - 1964年5月8日）は、日本の造園技師・都市研究者・都市計画家。東京大学農学部教授も歴任。

## 略歴
山形県米沢市で生まれる。父は元米沢藩士で、米沢藩の藩医だった祖父茂助（貞徳）の代に既に東京に出ていたが、母親は米沢の風習により里帰りしたようである。獨逸学協会学校、第一高等学校を経て東京帝国大学医科に進学したが、まもなく農科に転籍。
大学卒業後は内務省に入省し、以後、中央官庁で黎明期の都市計画行政の指導監督、戦災復興事業の実践等の任にあたった。主として公園緑地に関わり、全国の都市計画、地方計画、国土計画に参画した。
財団法人日本公園緑地協会では北村徳太郎を記念して、公園緑地の調査、計画、設計等の業績が著しい人物等を表彰する「北村賞」を設置している。

## 年表
1921年、大学を卒業し内務省に入省。
1933年、内務省内に内務次官を会長とする東京緑地計画協議会を結成。
1935年（昭和10年）、東京を中心とする一府二県にわたる大計画が完成。計画のみに終ったが、今日の緑地はほぼこの計画に準拠している。
1935年、約10か月間の欧米視察。
1936年、県及び市町村を会員とする日本公園緑地協会設立に参画。
1943年、内務省を勇退。
1945年、戦後発足した戦災復興院の計画局次長の大橋武夫に招かれ、同局施設課（公園緑地を所管）初代課長に就任。
1949年9月、計画局施設課長を退職。建設省設置に伴い移籍、都市局施設課長。同年建設省を退官。
1951年、 東京農業大学国土計画研究所を開設し、教授に就任。
1952年、 東京大学教授。農学部で国土計画・都市計画の講義を開始。教育研究のため、千葉市検見川に園芸実験所を新設。
1955年、 東京大学を退官。この頃石川栄耀らと、日本都市計画学会の創設に尽力。
1957年、日本都市計画学会会長。
1959年（昭和34年）、日本造園学会会長。
ほか、都市計画協会、国土計画協会等の理事を歴任。日本ガーデン協会は創立者にも参画。また、全国市町村庁幹部の都市計画への認識を高めるため、全国市長会専門研究員として、数市の計画に参与し、総合計画を自ら立案した。